# (100792) 1998 FZ75
(100792) 1998 FZ75 es un asteroide perteneciente al cinturón de asteroides descubierto el 24 de marzo de 1998 por el equipo del Lincoln Near-Earth Asteroid Research desde el Laboratorio Lincoln, Socorro, Nuevo México, Estados Unidos.

## Designación y nombre
Designado provisionalmente como 1998 FZ75.

## Características orbitales
1998 FZ75 está situado a una distancia media del Sol de 2,300 ua, pudiendo alejarse hasta 2,569 ua y acercarse hasta 2,031 ua. Su excentricidad es 0,116 y la inclinación orbital 5,994 grados. Emplea 1274,41 días en completar una órbita alrededor del Sol.

## Características físicas
La magnitud absoluta de 1998 FZ75 es 16,3. 